# أكادير إكسبرس (فلم)
أكادير إكسبرسAgadir Express- فيلم دراما مغربي، من تأليف وإخراج يوسف فاضل، تم عرضه في 2014م. والفيلم ملون ، مدته
ساعة ونصف.

## ملخص القصة
يطارد عزيز من ثلاثة أخوة يحاولون الأنتقام منه لشرف أختهم، وخلال رحلة هروبه يجمعه القدر مع داعية متقاعد يبحث عن التقدير، لينقل الفيلم مجريات هذه الرحلة المأساوية، والتي يصطدم فيها الخوف بالشجاعة والموت بالحياة.

## طاقم العمل
قام بالعمل في فيلم أغادير إكسبرس مجموعة من النجوم، نذكر من بينهم:
- محمد البسطاوي، ممثل مغربي من مواليد 1954م، شارك في العديد من الأعمال الفنية، وتوفي عام 2014م.
- عبد الإله رشيد، ممثل مغربي من مواليد فبراير 1984م.
- ربيع بن جحايل، ممثل مغربي، من أعماله الفنية فيلم الأوراق الميتة عام 2015م

- أحمد الإدريسي عمراني، ممثل مغربي، من بين أعماله فيلم الكومبارس 2018، وفيلم العريس 2016م.
- يونس شارة، ممثل ومؤلف مغربي، من بين أعماله فيلم المفتش معقول 2020م
- بنعيسى الجيراري، ممثل مغربي مواليد 1967م.
- حميد نجاح، ممثل مغربي وشاعر باللغة الفرنسية، مواليد 1949م.
- عبداللطيف الخمولي، ممثل مغربي مواليد 1952م.
- ساندية تاج الدين، ممثلة مغربية من مواليد 1994م.

## روابط خارجية
- فيلم أكادير إكسبرس على قاعدة بيانات الأفلام على الأنترنت IMDB
- فيلم أكادير إكسبرس علي movie fone
- رابط لمشاهدة فيلم أكادير إكسبرس علي منصة اليوتيوب.